# Anlhiac
Anlhiac é uma comuna francesa na região administrativa da Nova Aquitânia, no departamento Dordonha. Estende-se por uma área de 11,7 km². Em 2010 a comuna tinha 280 habitantes (densidade: 23,9 hab./km²).